# Москва. Жара
Москва. Жара — концертный альбом Юрия Шевчука, записанный им в Москве в 1985 году при участии Сергея Рыженко.
В 1985 году Юрий Шевчук приезжает в Москву для записи альбома «Время» и играет на «квартирниках», как играл ранее, — в одиночестве или дуэтом со скрипачом, гитаристом и певцом Сергеем Рыженко. Один из таких концертов был записан и позднее издан как альбом «Москва. Жара».

«Юра всегда чувствует время, атмосферу, какой-то нервяк. Мы записали тогда спонтанно „Москва. Жара“, я играл на скрипке, Юра пел под гитару. Мы хотели встряхнуть душу своего современника, чтобы он открыл глаза и посмотрел, где белое и где чёрное».— Сергей Рыженко, «По "следам" легенд уфимского рок-н-ролла»

## Список композиций
Автор песен Юрий Шевчук
1. Москва. Жара — 04:46
2. Я завтра брошу пить — 02:20
3. Пиво будешь? Эй, Джульетта! — 03:17
4. Советы — 01:05
5. Осень, мёртвые дожди — 03:21
6. Дорога — 01:44
7. Расскажи, как ты любила — 02:51
8. Мальчики (Монолог в ванной) — 03:10
9. Я часто не верю (Фома) — 04:20
10. Деревня — 01:39
11. Песня невесёлая — 03:16
12. И. О. — 04:38
13. Девять квадратов на человека (Дом) — 03:57
14. Фестиваль — 02:09
15. Не пинайте дохлую собаку — 03:19

## Музыканты
- Юрий Шевчук — вокал, акустическая гитара
- Сергей Рыженко — скрипка, перкуссия, гитара, бэк-вокал